# Anglo-français de petite vénerie
Lo Anglo-Français de Petite Vénerie è una razza canina di origine francese riconosciuta dalla FCI (Standard N. 325, Gruppo 6, Sezione 1).
Lo Anglo-Français de Petite Vénerie è alto dai 48 ai 56 cm , mentre il peso non viene specificato dallo standard di razza. Non si tratta comunque di un cane pesante, ma ben bilanciato. Il pelo è raso ed il manto è tricolore (bianco nero ed arancio). Il cane è stato importato in Italia dove è stato impiegato per la caccia al cinghiale.